# Autoroute A-40 (Espagne)
Pour les articles homonymes, voir A40.
L'autoroute espagnole A-40 appelée aussi Autovía de Castilla-La Mancha est une autoroute transversale non achevée totalement qui va permettre de traverser toute la communauté de Castille-La Manche d'est en ouest par le sud de la Communauté de Madrid.
L'autoroute va permettre de relier directement Avila et tout l'ouest de l'Espagne aux principales villes de Castille-La Manche (Tolède, Cuenca) et d'Aragon (Teruel) sans passer par Madrid.
Elle double les routes nationales N-403 entre Avila et Tolède. De Tolède à Cuenca, c'est la N-400 qui prend le relais.
Cette autoroute est le dernier chainon manquant qui permet de relier par autoroute sans passer par Madrid les côtes Méditerranéenne à la frontière portugaise par le centre en connectant l'autovia de Levante (Madrid - Valence - Murcie) à l'autovia de Portugal (Madrid - Lisbonne) dans l'ouest de l'Espagne.

## Tronçons
| Nom   | Section                               | État (2008)     | Longueur (km) |
| ----- | ------------------------------------- | --------------- | ------------- |
| N-403 | Avila (A-51) - Maqueda (A-5)          | En projet       | 95 km         |
| A-40  | Maqueda (A-5) - Torrijos              | En service      | 16.2 km       |
| N-403 | Torrijos - Tolède                     | En construction | 22.3 km       |
| A-40  | Contournement nord de Tolède (AP-41)  | En service      | 18 km         |
| N-400 | Tolède - Ocaña                        | En projet       | 40.3 km       |
| N-400 | Ocaña - Carrascosa del Campo          | En service      | 56.5 km       |
| A-40  | Carrascosa del Campo - Cuenca (CU-11) | En service      | 55.2 km       |
| N-420 | Cuenca - Teruel                       | En projet       | ~120 km       |

## Tracé
- L'autoroute débute à hauteur de Maqueda où elle se détache de l'A-5 (Madrid - Badajoz) et elle se termine provisoirement à Torrijos.
- L'A-40 revient 22 km plus loin où elle poursuit son chemin vers l'est en contournant Tolède par le nord pour ensuite se connecter à l'AP-41 (Madrid - Tolède).
- Ensuite vient un long tronçon de 100km environ en projet ou en construction sur certains secteurs entre Tolède et Carrascosa del Campo.
- L'A-40 continuer son chemin à hauteur de Carrascosa del Campo pour pénétrer dans Cuenca via la CU-11 (voie rapide d'accès à Cuenca par l'est) 55 km plus loin.
- Le dernier tronçon entre Cuenca et Teruel est en projet et va permettre de la désenclaver de l'ouest de l'Espagne.

## Sorties
De Avila à Teruel
| Sorties                   | Villes                                                                 |                      |
| ------------------------- | ---------------------------------------------------------------------- | -------------------- |
|                           | Section en projet Avila - Maqueda                                      | A-40                 |
|                           | Madrid - Mostoles - Alcorcon Talavera de la Reina - Mérida - Badajoz   | A-5                  |
| 94                        | Val de Santo Domingo Ouest                                             | N-403a               |
| 99                        | Val de Santo Domingo Sud - Torrijos Est                                | N-403a               |
| 101                       | Torrijos                                                               | CM-4009              |
| 103                       | Torrijos Ouest                                                         | N-403                |
| 109                       | Rielves, Barcience                                                     | N-403                |
|                           | Tolède                                                                 | TO-21                |
| 118                       | Villamiel de Toledo, Fuensalida                                        | N-403                |
|                           | Rocade de Tolède, Puy-du-Fou (ouverture en 2019-2020)                  | CM-40                |
| 127                       | Bargas                                                                 | CM-4003              |
|                           | Madrid - Getafe                                                        | A-42                 |
| 133                       | Olias del Rey Est - Mocejon                                            | CM-4009              |
|                           | Tolède Est                                                             | TO-23                |
|                           | Madrid - La Sagra                                                      | AP-41                |
|                           | Section en projet et en construction Tolède Est - Carrascosa del Campo | A-40                 |
|                           | Madrid                                                                 | R-4                  |
|                           | Ocaña - Cuenca - Tarancon                                              | A-40                 |
| 182/186 (via de servicio) | Ocaña - Cabañas de Yepes Corduba Albacete                              | CM-4041 A-4 N-301    |
| 188                       | Ocaña est                                                              | N-400                |
| 190                       | Noblejas - Dosbarrios                                                  | TO-2657              |
| 193                       | Noblejas                                                               | N-400                |
| 194                       | Villarubia de Santiago                                                 | N-400                |
| 196                       | Villarubia de Santiago - Villatobas                                    | CM-3001              |
| 197                       | Villarubia de Santiago                                                 | N-400                |
| 202                       |                                                                        | N-400                |
| 210                       | Santa Cruz de la Zarza                                                 | N-400                |
| 213                       | Santa Cruz de la Zarza - Cabezamesada                                  | TO-2581              |
| 215                       | Santa Cruz de la Zarza                                                 | N-400                |
| 219                       | Zarza de Tajo                                                          | CUV-3033             |
| 223                       | Zone industrielle                                                      | N-400                |
| 227/228                   | Tarancon Madrid                                                        | CM-200 A-3           |
|                           | Tronçon commun avec l'A-3                                              | A-3                  |
| 84 (sortie de l'A-3)      | Tarancon Valence Cuenca                                                | N-III A-3 A-40       |
|                           | Valence, Tarancon Madrid, Tolède Cuenca                                | N-III A-3 A-40       |
| 232                       | Tarancon                                                               | N-400                |
| 235                       | Barajas de Melo                                                        | CM-200               |
| 241                       | Huelves Barajas de Melo                                                | N-400 CUV-2002       |
| 244                       | Parades - Uclés                                                        | N-400                |
| 248                       | Alcazar del Rey                                                        | N-400                |
| 254                       | Carrascosa del Campo ouest Vellisca Huete                              | N-400 CM-2000 CM-310 |
| 257                       | Carrascosa del Campo est                                               | N-400                |
| 260                       | Olmedilla del Campo                                                    | CU-2022              |
| 263                       | Valparaiso de Abajo                                                    | CU-2023              |
| 270                       | Horcajada de la Torre                                                  | N-400                |
| 276                       | Naharros                                                               | N-400                |
| 281                       | Villar del Horno                                                       |                      |
| 286                       | Abia de la Obispala                                                    | CUV-7032             |
| 294                       | Villarejo de la Penuela - Valdecolmenas de Arriba                      | CM-2019              |
| 300                       | Jabaga                                                                 |                      |
|                           | Motilla del Palancar - Albacete                                        | CM-45                |
| 305                       | Motilla del Palancar - La Gineta - Alcocer                             | N-320                |
| 309                       | Tragacete                                                              | N-400                |
|                           | Entrée dans Cuenca                                                     |                      |

### Référence
- Nomenclature